# Saint-Jacques-d’Atticieux
Saint-Jacques-d’Atticieux település Franciaországban, Ardèche megyében. Lakosainak száma 279 fő (2022. január 1.). Saint-Jacques-d’Atticieux Brossainc, Savas, Vinzieux, Maclas, Saint-Appolinard és Saint-Julien-Molin-Molette községekkel határos.

## Népesség
A település népessége az elmúlt években az alábbi módon változott:
| Lakosok száma | 89   | 97   | 170  | 229  | 298  | 320  | 309  | 290  | 290  | 279  |
|               | 1968 | 1982 | 1990 | 2006 | 2013 | 2015 | 2017 | 2019 | 2020 | 2022 |